# Fearless Tour
Il Fearless Tour è stato il primo tour di concerti della cantautrice statunitense Taylor Swift, a supporto del suo secondo album in studio, Fearless.

## Il tour
Fu accompagnata durante il tour dagli artisti Kelly Pickler e Gloriana. Nella seconda parte del tour, che ha toccato Europa, Oceania e Asia, ha collaborato nella data inglese e in quella in Massachusetts con Justin Bieber. Inoltre ha duettato anche con Faith Hill, John Mayer e Katy Perry.
Il primo concerto del tour si è svolto il 23 aprile, a Evansville, Indiana. Il 6 febbraio 2009 sono stati messi in vendita i biglietti per il concerto del 22 maggio al Los Angeles Staples Center, e sono stati esauriti nell'arco di due minuti. I biglietti per molte tappe del tour, tra cui il Madison Square Garden a New York, sono stati messi in vendita la settimana seguente e sono stati esauriti molto velocemente.
Il 28 aprile 2009, la Swift ha tenuto gratuitamente un concerto privato per gli studenti della Bishop Ireton High School, una piccola scuola cattolica di Alexandria, Virginia, dopo che la scuola aveva vinto il concorso TXT 2 WIN organizzato da Verizon Wireless, una compagnia di telecomunicazioni wireless. Gli studenti hanno mandato oltre 19,000 messaggi a Verizon durante un periodo di un mese, in cui si è svolta la competizione. Taylor si è esibita per circa un'ora durante il Field Day dell'istituto, un annuale intervallo di un giorno intero con giochi e attività.

## Sinossi
Lo show inizia con un video proiettato su due schermi in cui la cantante spiega cosa è Fearless . Il sipario si alza ed entrano in scena dei ballerini vestiti da mebri di una banda, mentre la Swift compare da un elevatore cantando You Belong With Me. Verso la fine due ballerine tirano la sua uniforme, da cui esce un vestito grigio con le paillette. Prima di finire la canzone la cantante prende una chitarra anticipando Our Song, a cui segue Tell Me Why. Gli schermi del palco simulano una biblioteca e mentre la band suona una parte strumentale di Teardrops on My Guitar, Taylor racconta al pubblico di aver avuto una grande cotta non ricambiata per un ragazzo alle superiori, per poi cantare la canzone stessa. Durante l’esibizione la cantante è seduta su un banco di scuola accanto a Drew, che scenderà le scale del palco e ballerà con una ragazza molto simile a lei sotto i suoi occhi. Lo sconforto della ragazza sfocia in un sorriso che introduce Fearless, per la quale prende nuovamente la chitarra e si avvicina ad un microfono con asta, per poi concludere lasciando il palco. Viene fatto vedere un secondo video in cui Taylor (vestita di rosso, lo stesso abito che indosserà non appena tornerà a esibirsi) è intervistata da una donna, che le chiede come mai gli uomini possano fidanzarsi con lei sei poi scriverà una canzone su di loro senza censurarne i nomi, e lei le risponde che se vogliono stare con lei non dovrebbero fare cose cattive (“They shouldn’t do bad things”). La frase viene ridetta un paio di volte con un effetto eco mentre è proiettata in rosso su uno sfondo bianco. La cantante riappare sul palco seduta su un divano rosso (lo stesso del video) e canta Forever & Always. Durante l’esibizione simula degli attacchi d’ira lanciando anche il divano sul palco e accasciandosi per terra, toccando la mano di un fan. Parte il terzo video dello spettacolo (che permette alla Swift di cambiarsi nuovamente, indossando un vestito giallo) intitolato “Crimes of passion”,  in cui i ragazzi protagonisti delle canzoni di Taylor vengono interrogati e l’intervista a Stephen Barker Liles dei Love And Theft introduce la canzone Hey Stephen suonata interamente con la chitarra insieme a Tim McGraw. Lo strumentale della canzone viene allungato per permettere alla cantante di scendere dal palco e camminare tra la folla abbracciando qualche suo fan, successivamente torna sul palco e continua a cantare il suo primo singolo, a cui segue White Horse. Ha inizio il quarto video (inspirato al video musicale di Love Story) in cui Taylor balla con uomo, per poi apparire sul palco (i cui schermi simulano un castello) vestita di rosso e cantando Love Story stessa. Terminata la canzone si toglie l’abito, sotto il quale se ne nascondo uno bianco e canta The Way I Loved You. Un lungo assolo di chitarra le permette di indossare un vestito viola con le paillette e continuare a cantare la canzone. Successivamente raggiunge un pianoforte, dove suona e canta You’re Not Sorry con elementi di What Goes Around… Makes Around  di Justin Timberlake, mentre i ballerini compiono delle acrobazie e del fumo esce dal palco. La cantante scende dal piano superiore portandosi un microfono bianco con asta e cantando Picture To Burn (e per la prima parte del tour anche Change) mentre il palco simula un incendio, per poi tornare un'ultima volta in backstage per il cambio finale. Nel frattempo un membro della crew “gioca” con i fan mentre sugli schermi viene proiettato il logo della cantante in fiamme. Taylor (vestita di nero) torna sul palco e mentre un chitarrista suona un violento assolo rock lei e una ballerina fanno finta di suonare la batteria su dei finti bidoni. Per finire la cantante introduce attraverso un discorso Should’Ve Said No concludendo la canzone e il concerto con una finta pioggia.

## Scaletta
La sottostante è la scaletta eseguita il 1º maggio 2009 a Jacksonville, non è pertanto rappresentativa di tutti i concerti.
1. You Belong with Me
2. Our Song
3. Tell Me Why
4. Teardrops on My Guitar
5. Fearless
6. Forever & Always
7. Hey Stephen
8. Fifteen
9. Tim McGraw
10. White Horse
11. Love Story
12. The Way I Loved You
13. You're Not Sorry / What Goes Around... Comes Around
14. Picture to Burn
15. Change

Encore
1. I'm Only Me When I'm with You (con Kellie Pickler e Gloriana)
2. Should've Said No

### Variazioni
- Change è stata rimossa dalla setlist dal 1° ottobre 2009.
- Today Was a Fairytale ha sostituito I'm Only Me When I'm with You negli show del 2010.
- The Best Day è stata eseguita a Evansville il 23 aprile 2009 e a Moline l'8 maggio 2010.
- Jump then Fall è stata eseguita durante l'encore a Foxborough il 5 giugno 2010

### Ospiti
- Durante lo show a Los Angeles del 22 maggio 2009, Swift ha eseguito Your Body Is a Wonderland e White Horse con John Mayer.
- Durante lo show a Nashville del 12 settembre 2009, Swift ha eseguito This Kiss e The Way You Love Me con Faith Hill.
- Durante lo show a Los Angeles del 15 aprile 2010, Swift ha eseguito Hot n Cold con Katy Perry.

## Artisti d'apertura
La seguente lista rappresenta il numero correlato agli artisti d'apertura nella tabella delle date del tour.
- Gloriana = 1
- Kellie Pickler = 2
- Justin Bieber = 3

## Date
| Data              | Città             | Stato        | Luogo                             | Artisti d'apertura | Biglietti (venduti / disponibili) | Incasso      |
| Nord America      | Nord America      | Nord America | Nord America                      | Nord America       | Nord America                      | Nord America |
| ----------------- | ----------------- | ------------ | --------------------------------- | ------------------ | --------------------------------- | ------------ |
| 23 aprile 2009    | Evansville        | Stati Uniti  | Roberts Municipal Stadium         | 1 ; 2              | 7.463 / 7.463                     | $360.617     |
| 24 aprile 2009    | Jonesboro         | Stati Uniti  | Convocation Center                | 1 ; 2              | 7.822 / 7.822                     | $340.328     |
| 25 aprile 2009    | Saint Louis       | Stati Uniti  | Scottrade Center                  | 1 ; 2              | 13.764 / 13.764                   | $650.420     |
| 28 aprile 2009    | Alexandria        | Stati Uniti  | Bishop Ireton High School         | 1 ; 2              | N.D.                              | N.D.         |
| 30 aprile 2009    | North Charleston  | Stati Uniti  | North Charleston Coliseum         | 1 ; 2              | 8.751 / 8.751                     | $398.154     |
| 1º maggio 2009    | Jacksonville      | Stati Uniti  | Jacksonville Arena                | 1 ; 2              | 11.072 / 11.072                   | $507.012     |
| 2 maggio 2009     | Biloxi            | Stati Uniti  | Mississippi Coast Coliseum        | 1 ; 2              | 9.436 / 9.436                     | $437.313     |
| Europa            |                   |              |                                   |                    |                                   |              |
| 6 maggio 2009     | Londra            | Regno Unito  | Shepherd's Bush Empire            | N.D.               | 6.789 / 6.789                     | $401.328     |
| 7 maggio 2009     | Londra            | Regno Unito  | Shepherd's Bush Empire            | N.D.               | 6.789 / 6.789                     | $401.328     |
| Nord America      |                   |              |                                   |                    |                                   |              |
| 14 maggio 2009    | Spokane           | Stati Uniti  | Veterans Memorial Arena           | 1 ; 2              | 10.798 / 10.798                   | $482.146     |
| 15 maggio 2009    | Seattle           | Stati Uniti  | KeyArena                          | 1 ; 2              | 12.061 / 12.061                   | $528.637     |
| 16 maggio 2009    | Portland          | Stati Uniti  | Rose Garden                       | 1 ; 2              | 13.226 / 13.226                   | $613.284     |
| 17 maggio 2009    | Nampa             | Stati Uniti  | Idaho Center                      | 1 ; 2              | 8.970 / 8.970                     | $413.622     |
| 21 maggio 2009    | Glendale          | Stati Uniti  | Jobing.com Arena                  | 1 ; 2              | 13.052 / 13.052                   | $647.923     |
| 22 maggio 2009    | Los Angeles       | Stati Uniti  | Staples Center                    | 1 ; 2              | 13.648 / 13.648                   | $720.940     |
| 23 maggio 2009    | Las Vegas         | Stati Uniti  | Mandalay Bay Events Center        | 1 ; 2              | 8.311 / 8.311                     | $551.051     |
| 24 maggio 2009    | San Diego         | Stati Uniti  | San Diego Sports Arena            | 1 ; 2              | 10.174 / 10.174                   | $502.689     |
| 26 maggio 2009    | Salt Lake City    | Stati Uniti  | EnergySolutions Arena             | 1 ; 2              | 13.042 / 13.042                   | $555.207     |
| 4 giugno 2009     | Enterprise        | Stati Uniti  | BamaJam Farms                     | N.D.               | N.D.                              | N.D.         |
| 11 giugno 2009    | Columbia          | Stati Uniti  | Merriweather Post Pavilion        | 1 ; 2              | 17.619 / 17.619                   | $608.438     |
| 12 giugno 2009    | Greensboro        | Stati Uniti  | Greensboro Coliseum               | 1 ; 2              | 14.641 / 14.641                   | $690.959     |
| 24 giugno 2009    | Oshkosh           | Stati Uniti  | Ford Festival Park                | N.D.               | N.D.                              | N.D.         |
| 25 giugno 2009    | Cadott            | Stati Uniti  | Amphitheatre Concert Grounds      | N.D.               | N.D.                              | N.D.         |
| 8 luglio 2009     | Calgary           | Canada       | Pengrowth Saddledome              | 1 ; 2              | N.D.                              | N.D.         |
| 9 luglio 2009     | Edmonton          | Canada       | Stadio del Commonwealth           | 1 ; 2              | 33.910 / 44.500                   | $2.540.906   |
| 10 luglio 2009    | Regina            | Canada       | Big Valley Park                   | N.D.               | N.D.                              | N.D.         |
| 11 luglio 2009    | Winnipeg          | Canada       | MTS Centre                        | 1 ; 2              | 11.369 / 11.369                   | $512.487     |
| 16 luglio 2009    | Twin Lakes        | Stati Uniti  | Country Thunder Festival          | N.D.               | N.D.                              | N.D.         |
| 17 luglio 2009    | Columbus          | Stati Uniti  | Value City Arena                  | 1 ; 2              | N.D.                              | N.D.         |
| 18 luglio 2009    | Charleston        | Stati Uniti  | Charleston Civic Center           | 1 ; 2              | N.D.                              | N.D.         |
| 23 luglio 2009    | Cheyenne          | Stati Uniti  | Cheyenne Frontier Days Arena      | N.D.               | N.D.                              | N.D.         |
| 24 luglio 2009    | Rapid City        | Stati Uniti  | Barnett Arena                     | 1 ; 2              | N.D.                              | N.D.         |
| 25 luglio 2009    | Minot             | Stati Uniti  | State Fair Grandstand             | N.D.               | N.D.                              | N.D.         |
| 7 agosto 2009     | Detroit Lakes     | Stati Uniti  | Soo Pass Ranch                    | N.D.               | N.D.                              | N.D.         |
| 9 agosto 2009     | Omaha             | Stati Uniti  | Qwest Center Omaha                | 1 ; 2              | N.D.                              | N.D.         |
| Europa            |                   |              |                                   |                    |                                   |              |
| 22 agosto 2009    | Chelmsford        | Regno Unito  | Hylands Park                      | N.D.               | N.D.                              | N.D.         |
| 23 agosto 2009    | Staffordshire     | Regno Unito  | Weston Park                       | N.D.               | N.D.                              | N.D.         |
| Nord America      |                   |              |                                   |                    |                                   |              |
| 27 agosto 2009    | New York          | Stati Uniti  | Madison Square Garden             | 1 ; 2              | 13.597 / 13.597                   | $976.062     |
| 28 agosto 2009    | Uncasville        | Stati Uniti  | Mohegan Sun Arena                 | 1 ; 2              | 7.507 / 7.507                     | $296.306     |
| 29 agosto 2009    | University Park   | Stati Uniti  | Bryce Jordan Center               | 1 ; 2              | N.D.                              | N.D.         |
| 30 agosto 2009    | Louisville        | Stati Uniti  | Freedom Hall                      | 1 ; 2              | N.D.                              | N.D.         |
| 3 settembre 2009  | Duluth            | Stati Uniti  | Arena at Gwinnett Center          | 1 ; 2              | N.D.                              | N.D.         |
| 4 settembre 2009  | Greenville        | Stati Uniti  | BI-LO Center                      | 1 ; 2              | N.D.                              | N.D.         |
| 5 settembre 2009  | Charlotte         | Stati Uniti  | Time Warner Cable Arena           | 1 ; 2              | N.D.                              | N.D.         |
| 9 settembre 2009  | Lafayette         | Stati Uniti  | Cajundome                         | 1 ; 2              | N.D.                              | N.D.         |
| 10 settembre 2009 | Bossier City      | Stati Uniti  | CenturyTel Center                 | 1 ; 2              | N.D.                              | N.D.         |
| 11 settembre 2009 | Birmingham        | Stati Uniti  | BJCC Arena                        | 1 ; 2              | N.D.                              | N.D.         |
| 12 settembre 2009 | Nashville         | Stati Uniti  | Sommet Center                     | 1 ; 2              | 14.269 / 14.269                   | $642.387     |
| 25 settembre 2009 | Dallas            | Stati Uniti  | American Airlines Center          | 1 ; 2              | 13.794 / 13.794                   | $628.062     |
| 26 settembre 2009 | North Little Rock | Stati Uniti  | Verizon Arena                     | 1 ; 2              | 13.978 / 13.978                   | $654.089     |
| 27 settembre 2009 | Tulsa             | Stati Uniti  | BOK Center                        | 1 ; 2              | N.D.                              | N.D.         |
| 1º ottobre 2009   | Pittsburgh        | Stati Uniti  | Mellon Arena                      | 1 ; 2              | N.D.                              | N.D.         |
| 2 ottobre 2009    | Grand Rapids      | Stati Uniti  | Van Andel Arena                   | 1 ; 2              | N.D.                              | N.D.         |
| 3 ottobre 2009    | Cleveland         | Stati Uniti  | Quicken Loans Arena               | 1 ; 2              | 15.524 / 15.524                   | $743.492     |
| 8 ottobre 2009    | Indianapolis      | Stati Uniti  | Conseco Fieldhouse                | 1 ; 2              | 13.373 / 13.373                   | $634.876     |
| 9 ottobre 2009    | Rosemont          | Stati Uniti  | Allstate Arena                    | 1 ; 2              | 26.265 / 26.265                   | $1.150.896   |
| 10 ottobre 2009   | Rosemont          | Stati Uniti  | Allstate Arena                    | 1 ; 2              | 26.265 / 26.265                   | $1.150.896   |
| 11 ottobre 2009   | Minneapolis       | Stati Uniti  | Target Center                     | 1 ; 2              | 13.563 / 13.563                   | $623.975     |
| Europa            |                   |              |                                   |                    |                                   |              |
| 23 novembre 2009  | Londra            | Regno Unito  | Wembley Arena                     | 3                  | N.D.                              | N.D.         |
| 24 novembre 2009  | Manchester        | Regno Unito  | Manchester Evening News Arena     | 3                  | N.D.                              | N.D.         |
| Oceania           |                   |              |                                   |                    |                                   |              |
| 4 febbraio 2010   | Brisbane          | Australia    | Entertainment Centre              | 1                  | 11.334 / 11.334                   | $956.505     |
| 6 febbraio 2010   | Sydney            | Australia    | Acer Arena                        | 1                  | 27.030 / 27.030                   | $2.030.640   |
| 7 febbraio 2010   | Sydney            | Australia    | Acer Arena                        | 1                  | 27.030 / 27.030                   | $2.030.640   |
| 8 febbraio 2010   | Newcastle         | Australia    | Entertainment Centre              | 1                  | 7.180 / 7.180                     | $555.396     |
| 10 febbraio 2010  | Melbourne         | Australia    | Rod Laver Arena                   | 1                  | 23.493 / 23.493                   | $1.627.510   |
| 11 febbraio 2010  | Melbourne         | Australia    | Rod Laver Arena                   | 1                  | 23.493 / 23.493                   | $1.627.510   |
| 12 febbraio 2010  | Adelaide          | Australia    | Entertainment Centre              | 1                  | 9.066 / 9.066                     | $585.352     |
| Asia              |                   |              |                                   |                    |                                   |              |
| 17 febbraio 2010  | Tokyo             | Giappone     | Zepp Tokyo                        | N.D.               | N.D.                              | N.D.         |
| Nord America      |                   |              |                                   |                    |                                   |              |
| 4 marzo 2010      | Tampa             | Stati Uniti  | St. Pete Times Forum              | 1                  | 13.861 / 13.861                   | $793.049     |
| 5 marzo 2010      | Orlando           | Stati Uniti  | Amway Arena                       | 1                  | 11.101 / 11.101                   | $598.581     |
| 7 marzo 2010      | Sunrise           | Stati Uniti  | BankAtlantic Center               | 1                  | 13.453 / 13.453                   | $777,442     |
| 10 marzo 2010     | Austin            | Stati Uniti  | Frank Erwin Center                | 1                  | 11.928 / 11.928                   | $642.705     |
| 11 marzo 2010     | Dallas            | Stati Uniti  | American Airlines Center          | 1                  | 14.022 / 14.022                   | $742.954     |
| 12 marzo 2010     | Corpus Christi    | Stati Uniti  | American Bank Center              | 1                  | 8.423 / 8.423                     | $501.169     |
| 18 marzo 2010     | Filadelfia        | Stati Uniti  | Wachovia Center                   | 1                  | 30.360 / 30.360                   | $2.002.321   |
| 19 marzo 2010     | Filadelfia        | Stati Uniti  | Wachovia Center                   | 1                  | 30.360 / 30.360                   | $2.002.321   |
| 20 marzo 2010     | Charlottesville   | Stati Uniti  | John Paul Jones Arena             | 1                  | 11.858 / 11.858                   | $664.305     |
| 26 marzo 2010     | Auburn Hills      | Stati Uniti  | The Palace of Auburn Hills        | 1                  | 29.125 / 29.125                   | $1.711.591   |
| 27 marzo 2010     | Auburn Hills      | Stati Uniti  | The Palace of Auburn Hills        | 1                  | 29.125 / 29.125                   | $1.711.591   |
| 28 marzo 2010     | Cincinnati        | Stati Uniti  | U.S. Bank Arena                   | 1                  | 11.208 / 11.208                   | $645.592     |
| 31 marzo 2010     | Oklahoma City     | Stati Uniti  | Ford Center                       | 1                  | 11.795 / 11.795                   | $675.184     |
| 1º aprile 2010    | Wichita           | Stati Uniti  | Intrust Bank Arena                | 1                  | 11.208 / 11.208                   | $610.801     |
| 2 aprile 2010     | Kansas City       | Stati Uniti  | Sprint Center                     | 1                  | 13.781 / 13.781                   | $761.110     |
| 6 aprile 2010     | Denver            | Stati Uniti  | Pepsi Center                      | 1                  | 25.991 / 25.991                   | $1.497.135   |
| 7 aprile 2010     | Denver            | Stati Uniti  | Pepsi Center                      | 1                  | 25.991 / 25.991                   | $1.497.135   |
| 10 aprile 2010    | Fresno            | Stati Uniti  | Save Mart Center                  | 1                  | 11.706 / 11.706                   | $649.488     |
| 11 aprile 2010    | San Jose          | Stati Uniti  | HP Pavilion                       | 1                  | 11.706 / 11.706                   | $649.488     |
| 15 aprile 2010    | Los Angeles       | Stati Uniti  | Staples Center                    | 1                  | 27.518 / 27.518                   | $1.736.197   |
| 16 aprile 2010    | Los Angeles       | Stati Uniti  | Staples Center                    | 1                  | 27.518 / 27.518                   | $1.736.197   |
| 29 aprile 2010    | Lexington         | Stati Uniti  | Rupp Arena                        | 1                  | 17.966 / 17.966                   | $1.024.223   |
| 30 aprile 2010    | Columbia          | Stati Uniti  | Colonial Life Arena               | 1                  | 13.429 / 13.429                   | $755.475     |
| 1º maggio 2010    | Raleigh           | Stati Uniti  | RBC Center                        | 1                  | 13.895 / 13.895                   | $752.303     |
| 6 maggio 2010     | Des Moines        | Stati Uniti  | Wells Fargo Arena                 | 1                  | 13.264 / 13.264                   | $738.280     |
| 7 maggio 2010     | Saint Paul        | Stati Uniti  | Xcel Energy Center                | 1                  | 14.914 / 14.914                   | $846.111     |
| 8 maggio 2010     | Moline            | Stati Uniti  | iWireless Center                  | 1                  | 10.641 / 10.641                   | $610.668     |
| 12 maggio 2010    | Newark            | Stati Uniti  | Prudential Center                 | 1                  | 26.065 / 26.065                   | $1.742.669   |
| 13 maggio 2010    | Newark            | Stati Uniti  | Prudential Center                 | 1                  | 26.065 / 26.065                   | $1.742.669   |
| 14 maggio 2010    | Uniondale         | Stati Uniti  | Nassau Veterans Memorial Coliseum | 1                  | 25.831 / 25.831                   | $1.713.529   |
| 15 maggio 2010    | Uniondale         | Stati Uniti  | Nassau Veterans Memorial Coliseum | 1                  | 25.831 / 25.831                   | $1.713.529   |
| 20 maggio 2010    | Ottawa            | Canada       | Scotiabank Place                  | 1                  | 13.376 / 13.376                   | $873.206     |
| 21 maggio 2010    | Toronto           | Canada       | Air Canada Centre                 | 1                  | 30.458 / 30.458                   | $2.497.690   |
| 22 maggio 2010    | Toronto           | Canada       | Air Canada Centre                 | 1                  | 30.458 / 30.458                   | $2.497.690   |
| 25 maggio 2010    | Houston           | Stati Uniti  | Toyota Center                     | 1                  | 23.493 / 23.493                   | $1.290.926   |
| 26 maggio 2010    | Houston           | Stati Uniti  | Toyota Center                     | 1                  | 23.493 / 23.493                   | $1.290.926   |
| 29 maggio 2010    | Baton Rouge       | Stati Uniti  | LSU Tiger Stadium                 | N.D.               | N.D.                              | N.D.         |
| 1º giugno 2010    | Washington        | Stati Uniti  | Verizon Center                    | 1                  | 27.290 / 27.290                   | $1.824.743   |
| 2 giugno 2010     | Washington        | Stati Uniti  | Verizon Center                    | 1                  | 27.290 / 27.290                   | $1.824.743   |
| 5 giugno 2010     | Foxborough        | Stati Uniti  | Gillette Stadium                  | 1 ; 3              | 56.868 / 56.868                   | $3.726.157   |
| Centro America    |                   |              |                                   |                    |                                   |              |
| 19 giugno 2010    | Paradise Island   | Bahamas      | Imperial Ballroom                 | N.D.               | N.D.                              | N.D.         |
| Nord America      |                   |              |                                   |                    |                                   |              |
| 10 luglio 2010    | Cavendish         | Canada       | Cavendish Festival Grounds        | N.D.               | N.D.                              | N.D.         |
| Totale            | Totale            | Totale       | Totale                            | Totale             | 1.207.887 / 1.218.477 (99%)       | $66.246.496  |